# 小提姆
小提姆（英語：Tiny Tim）是查爾斯·狄更斯小說《小氣財神》中的虛構人物，為史古基員工鮑勃·克拉奇的小兒子，患有重病。

## 小說角色
小提姆是鮑勃·克拉奇的小兒子，他身體羸弱而且患有重病，需要使用拐杖行動。盡管如此，但小提姆還是十分快樂和虔誠。鮑勃·克拉奇吝嗇的老闆史古基在聖誕夜裡先後被三個幽靈所造訪，其中的現在的幽靈讓史古基見到當前克拉奇一家慶祝聖誕節的情景，未來幽靈讓史古基見到未來的可能的後果（指的是小提姆過世的場景）使他決心痛改前非，次日史古基幫助克拉奇一家提高鮑勃的薪水。後來小提姆康復，而史古基成為他的教父。小說結尾即以小提姆所說的「上帝保佑我們每一個人！」完結。

## 原型
在《小氣財神》早期的草稿中，該角色被命名為「小弗雷德」（Little Fred）而非小提姆，據推測這個名字可是綜合了狄更斯兩個弟弟的名字－－阿爾弗雷德（Alfred）和弗雷德里克（Frederick）。
小提姆以狄更斯接觸過的兩個真實人物為原型，一個是狄更斯年僅9歲時便死於結核病的姪子小哈利·伯內特（Henry Burnett Jr），另一個則是狄更斯一位朋友的兒子。

## 小提姆患的病
查爾斯·狄更斯在原作小說中並未明確說明小提姆究竟患得是什麼疾病，只敘述了一些症狀，因此這成為了後世許多醫界人士研究和爭論的主題。東弗吉尼亞醫學院副教授唐納·路易斯（Donald Lewis）推測小提姆患的是名為腎小管性酸中毒的腎臟疾病。醫師羅素·切斯尼（Russell Chesney）推測小提姆患的是佝僂病和結核病。